# Moritzschlösschen
Das Moritzschlösschen ist eine im klassizistischen Stil erbaute Dreiflügelanlage. Sie steht am westlichen Rand im Hofgarten vom Schloss Wallerstein im Markt Wallerstein/Landkreis Donau-Ries.

## Geschichte
Regierungspräsident Johann Anton von Beli di Pino, der in den Diensten der fürstlichen Familie zu Oettingen-Wallerstein stand, ließ sich im Jahre 1803 einen repräsentativen Wohnsitz errichten, nämlich den Mittelbau des heutigen Schlösschens. Bauplatz und Bauholz wurden dem Bauherrn unentgeltlich überlassen und außer den Steinen der damals abgebrochenen Mauer des aufgelassenen Friedhofs um die Pfarrkirche gab es auch für diesen Hausbau noch weiteres Baumaterial ‘aus dem alten Schloß’.
Bereits zwei Jahre später ging das Haus in den Besitz der verwitweten Fürstin Wilhelmine zu Oettingen-Wallerstein über. Diese ließ in den Jahren 1809 und 1810 zwei Seitenflügel an den Hauptbau des Schlösschen anfügen, so daß im Endeffekt die drei Flügel gebunden den kleinen Ehrenhof nach barocken Schema einschlossen. Während die zweigeschossigen Flügelbauten nur durch Putzrustika belebt sind, ist die Ostfassade des Mittelbaus durch Lisenen gegliedert, die Mitte durch ein Zwerchhaus über der Traufe mit Frontspitz betont. Alle drei Gebäude haben Mansarddächer. Fürstin Wilhelmine lebte ab 1812 mit ihren Töchtern im Schloss. Von 1871 bis 1910 war das Schlösschen im Besitz von Prinz Moritz zu Oettingen-Wallerstein:
Bis heute heißt das Schlösschen in der fürstlichen Verwaltung wie im Volksmund das Moritzschlösschen, die zugehörige Gartenanlage Moritzpark, obgleich Prinz Moritz das Gebäude niemals für längere Zeit bewohnt hatte. Er hatte es sogar mehrmals vermietet. Einer dieser Mieter, der Wallersteiner praktische Arzt Engelbert Bayr, hatte dort im Jahr 1892 eine Kneip'sche Wasserkuranstalt eingerichtet.